# The Woman from Warren's
Pour plus de détails, voir Fiche technique et Distribution.
The Woman from Warren's est un film américain réalisé par Tod Browning , sorti en 1915.

## Fiche technique
- Titre : The Woman from Warren's
- Réalisation : Tod Browning
- Pays de production : États-Unis
- Format : Noir et blanc - 1,33:1 - Film muet
- Genre : court métrage
- Date de sortie : 1915

## Distribution
- Lucille Young : Wynona Ware
- F.A. Turner : Fred Thompson
- Billy Hutton : Alice Thompson
- Charles West : Hanson Landing